# Saint-Paul-en-Chablais
Saint-Paul-en-Chablais – miejscowość i gmina we Francji, w regionie Owernia-Rodan-Alpy, w departamencie Górna Sabaudia.
Według danych na rok 1990 gminę zamieszkiwało 1400 osób, a gęstość zaludnienia wynosiła 97 osób/km² (wśród 2880 gmin regionu Rodan-Alpy Saint-Paul-en-Chablais plasuje się na 602. miejscu pod względem liczby ludności, natomiast pod względem powierzchni na miejscu 810.).